# Frank Capra, Jr.
Pour les articles homonymes, voir Capra (homonymie).
Frank Warner Capra (20 mars 1934 - 19 décembre 2007), connu sous le nom de Frank Capra, Jr., est un cadre exécutif des studios de cinéma. Il est l'un des trois enfants du réalisateur Frank Capra et de sa seconde femme, Lucille. Son propre fils, Frank Capra III est assistant réalisateur.
Capra, Jr. est président des studios Screen Gems à Wilmington en Caroline du Nord et membre du conseil du film de Caroline du Nord. Il entre dans le show-business, en devenant producteur de films et de télévision.
Frank Capra, Jr. décède le 19 décembre 2007, à l'âge de 73 ans, dans un hôpital de Philadelphie, des suites d'un cancer de la prostate.

## Filmographie

### En tant que producteur

#### Cinéma
- 1978 : L'affaire Colson
- 1980 : Flics-Frac !
- 1981 : Dent pour dent
- 1984 : Firestarter
- 1985 : Marie
- 2000 : Waterproof
- 2005 : Mark Twain's Greatest Adventure: 'It's a Matter of Time'

#### Télévision
- 1974 : Trapped Beneath the Sea
- 1977 : Billy Jack Goes to Washington
- 1981 : High Hopes: The Capra Years

### En tant que producteur associé

#### Cinéma
- 1969 : Les naufragés de l'espace
- 1971 : Les Évadés de la planète des singes
- 1972 : Tombe les filles et tais-toi
- 1972 : La Conquête de la planète des singes
- 1973 : Tom Sawyer
- 1973 : La Bataille de la planète des singes

### En tant que producteur exécutif

#### Cinéma
- 1982 : La Descente aux enfers
- 1982 : The Seduction
- 1987 : Riposte immédiate
- 2003 : Queen City Blowout